# Koldo Serra
Koldo Serra de la Torre (Bilbao, Vizcaya, España, 15 de abril de 1975) es un director de cine y guionista español, conocido por sus trabajos en cine y televisión como El tren de la bruja (2003), Bosque de sombras (2006), Gernika (2016) o Reina Roja (2024).

## Trayectoria
Es licenciado en Bellas Artes (especialidad audiovisuales) por la Universidad del País Vasco. Además del cine, cultiva otras artes como el cómic o el diseño, siendo el autor de los carteles del Fant (Festival de Cine Fantástico de Bilbao) entre los años 2000 y 2004, ambos incluidos, y el de 2014, conmemorativo del vigésimo aniversario del festival.
Ha publicado un cómic recopilatorio de historias cortas realizadas por él, titulado "La Bestia del día".
Ha sido ayudante de dirección de varios spots publicitarios, vídeoclips y cortos, como 7:35 de la mañana de Nacho Vigalondo (obra nominada en los Oscar 2004 como mejor cortometraje) o 'Snuff 2000' de Borja Crespo.
Koldo ha dirigido los cortometrajes Amor de madre (1999) (escrito y dirigido junto a Gorka Vázquez) y El tren de la bruja (escrito junto a Nacho Vigalondo), ambos premiados en festivales de medio mundo, llegando a conseguir con el segundo, el Méliès de Oro al mejor cortometraje fantástico europeo en el Amsterdam Fantastic Film Festival.
En 2007 Koldo Serra estrenó su primer largometraje "The Backwoods" (Bosque de Sombras) en donde contaba con un plantel de lujo destacando los actores internacionales Gary Oldman (Drácula, Leon El profesional), Virginie Ledoyen (8 mujeres, La playa) o Paddy Considine (24 Hour Party People, El ultimátum de Bourne). Entre los actores españoles destacar a Aitana Sánchez Gijón y Lluis Homar.
Su segunda película, de título "Gernika" y rodada en 2015 se estrenó el 26 de abril de 2016 en el marco del "Festival de cine español de Málaga" . 
"Gernika", de nuevo con casting internacional, está protagonizada por María Valverde, James D'Arcy, Jack Davenport, Ingrid García-Jonsson, Alex García, Irene Escolar, Bárbara Goenaga, Burn Gorman y Joaquim Assboeck.
En marzo de 2019 ha estrenado su tercer largometraje "70 binladens", protagonizado por Emma Suárez, Nathalie Poza, Hugo Silva, Daniel Pérez-Prada y Bárbara Goenaga, y producido por Álex de la Iglesia.  
Además de realizar spots publicitarios para clientes como Kaiku, Cruz Roja, Turismo de Euskadi, Media Markt o Carrefour, Koldo ha dirigido clips musicales para artistas como Antonio Orozco, Extremoduro, El Sueño de Morfeo, Deluxe, Doctor Deseo, Zodiacs o Estopa.
En televisión, Koldo Serra ha dirigido episodios para series como Gominolas (Cuatro, 2007), El Comisario, La Fuga y El Don de Alba (Telecinco) o Karabudjan para Antena 3, con Hugo Silva, Marta Nieto y Víctor Clavijo como protagonistas. 
Sus últimos trabajos para televisión son los episodios "Tiempo de hechizos" y "Tiempo de conquista", ambos de la tercera temporada de la multipremiada serie El Ministerio del Tiempo de TVE, y las tres últimas temporadas de La casa de papel (Netflix).
Es miembro fundador y socio de las productoras 'Arsénico P.C.' junto a Borja Crespo, Nacho Vigalondo, Borja Cobeaga y Nahikari Ipiña y 'Sayaka', actualmente filial vasca de Arsénico.

## Filmografía

### Largometrajes
- Bosque de sombras ('The Backwoods', 2006): Compite en la sección 'Zabaltegi-Nuevos Directores' en la 54 edición (2006) del Festival Internacional de Cine de San Sebastián

Película ambientada en Euskadi en la década de los 70, que cuenta con la participación de Paddy Considine (Norman), Virginie Ledoyen (Lucy), Gary Oldman (Paul), Aitana Sánchez Gijón (Isabel) y Lluís Homar (Paco)
- Gernika (Gernika, 2016). Compite en la sección oficial del 19 Festival de Cine Español de Málaga (2016). Gernika es un drama romántico y emocional, inspirado en el bombardeo de Guernica durante la guerra civil española, inmortalizado por Pablo Picasso en su obra cumbre.

- 70 binladens (2018) Estrenada el 8 de marzo de 2019.

- Caminantes (2020) Estrenada el 10 de julio de 2020.

### Cortometrajes
- El tren de la bruja (2003): con guion de Nacho Vigalondo y Koldo Serra

https://vimeo.com/95117263
Recibió varios premios:
- - Méliès de Oro (Mejor Cortometraje Europeo de Cine Fantástico, Ámsterdam Fantastic Film Festival)
  - Méliès de Plata (Mejor Cortometraje Europeo de Cine Fantástico, Festival de Cine de Sitges)
  - Mejor Cortometraje Festival de Cine de Sitges)
  - Mejor cortometraje (elegido por el público en el Festival de Cine de Terror de Molins de Rey, 2004)
  - Tercer premio (Certamen de Cortos Aula 18 de San Martín del Rey Aurelio, 2004)
  - Mejor cortometraje Fantástico Español (Semana de Cine Fantástico y de Terror de Donostia-San Sebastián, 2004)
  - Mejor cortometraje de género negro (Festival de Cine Negro de Manresa, 2004)

- Amor de madre (1999): Dirigido junto a Gorka Vázquez

- Háchame! (1996)

### Vídeo clips
- Temblando de Antonio Orozco (2013)

https://vimeo.com/87183490
- Llegará de Antonio Orozco (2013)

https://vimeo.com/79084945
- Adiós' de Jaula de Grillos (2007)

https://www.youtube.com/watch?v=vKf2UwFUyCA

## Premios y reconocimientos
El 18 de marzo de 2017 Koldo Serra recibió el Premio de San Pancracio de Honor del Festival Solidario de Cine Español de Cáceres junto a los actores Roberto Álamo, Laia Marull, Carlos Santos, Ana Castillo y Petra Martínez, el director Salvador Calvo y el director artístico y escenógrafo Marcelo Pacheco.